# 佐々木ひとみ
佐々木 ひとみ（ささき ひとみ、1967年8月6日 - ）は、テレビショッピング専門チャンネルであるショップチャンネルのキャスト。

## 来歴・人物
- 若い頃はタレント活動や雑誌モデルもしていた。身長:157cm[2]。
- 2000年から、ショップチャンネルのキャストとして活動[1]。
- 2002年頃に結婚。子供はいない。
- 同局のキャストでは根津ゆかりと最も仲が良く、彼女からは「ひーちゃん」と呼ばれている[3]。ショップチャンネルでは、2007年9月まで毎週火曜日朝8時から放送されていた「コーヒーブレイク」の時間で、根津ゆかりと2人で一緒に踊って歌う短いオープニングは踊りの振り付けを彼女が、歌の作詞と作曲は根津が担当していた[注 1]。